# Monterano

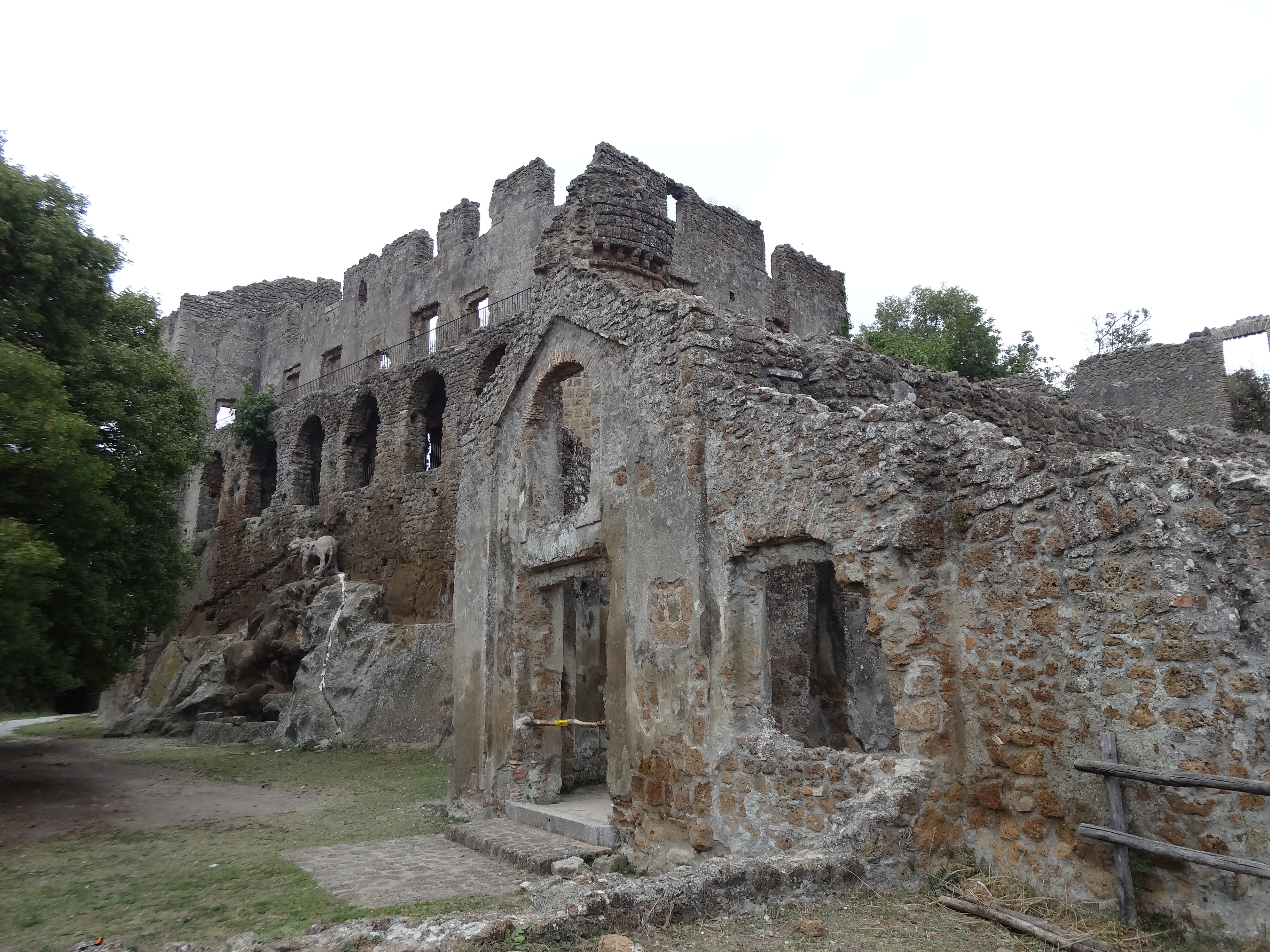
In primo piano, la chiesa di San Rocco e, in secondo piano, il castello con la fontana del Leone del Bernini

Monterano (anche conosciuta come Antica Monterano o Monterano Vecchia; in latino quasi certamente Manturianum poi corrotto in Manturanum) è una città fantasma in Italia, situata nella provincia di Roma, nel territorio di Canale Monterano. Arroccata sulla spianata sommitale di un'altura tufacea, è attualmente inclusa nella Riserva naturale regionale Monterano. Le rovine dell'antico borgo, per la loro bellezza e la relativa vicinanza a Roma, sono state utilizzate come set per numerosi film sia italiani che stranieri.

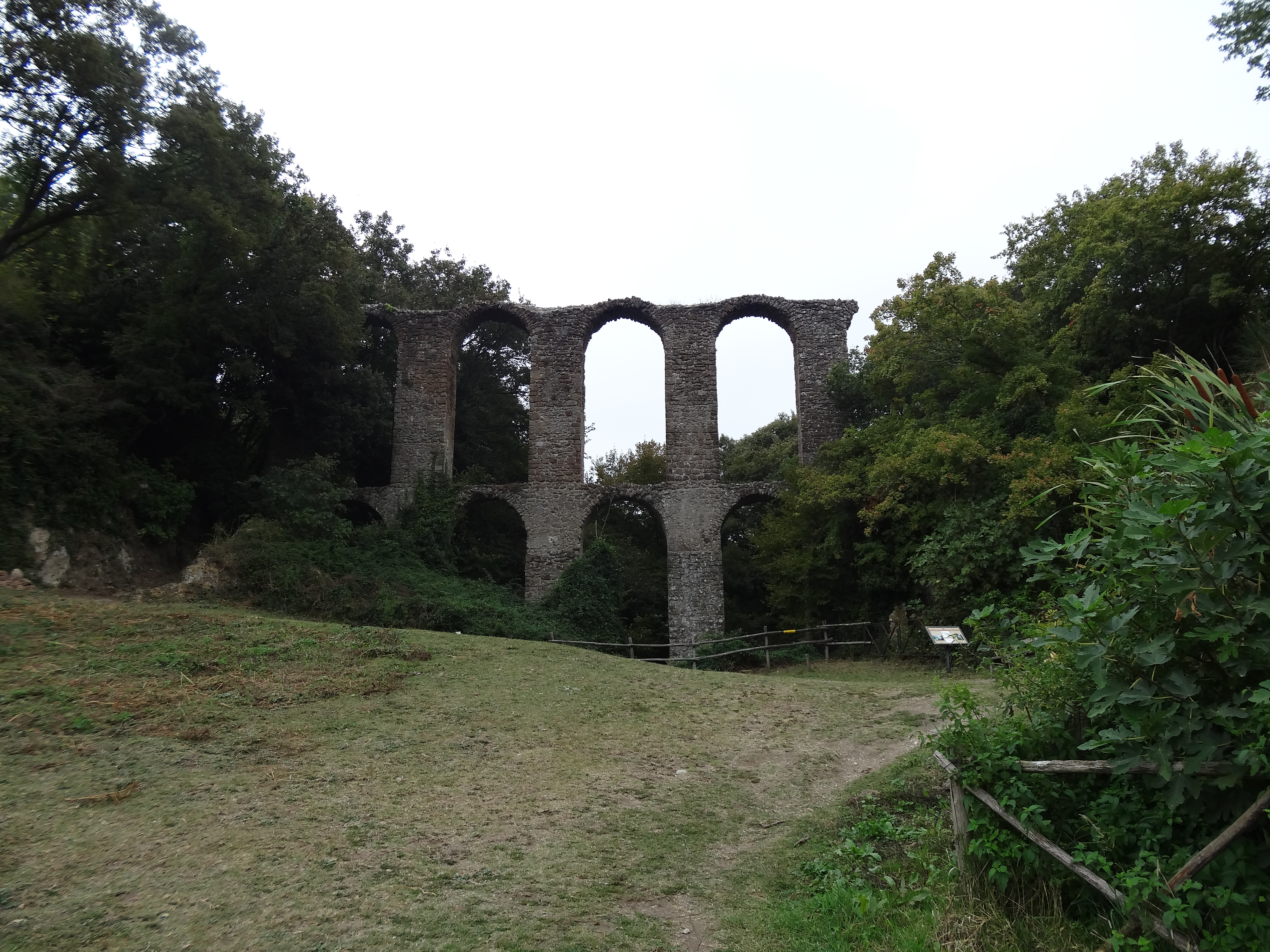
Acquedotto del XVII secolo

## Geografia
La collina tufacea su cui sorge Monterano è lambita dal fiume Mignone a nord e a ovest e dal fosso del Bicione a sud. L'area sommitale occupa uno spazio di 5,3 ettari. Alla base della collina in direzione nord e sud-est si trovano le solfatare, seguite poco oltre dalla cascata della Diosilla. Il territorio circostante è scandito da sorgenti di acqua termale, tra cui le terme di Stigliano, attrezzate per la ricezione turistica, circa 3 km a sud-ovest.

## Storia

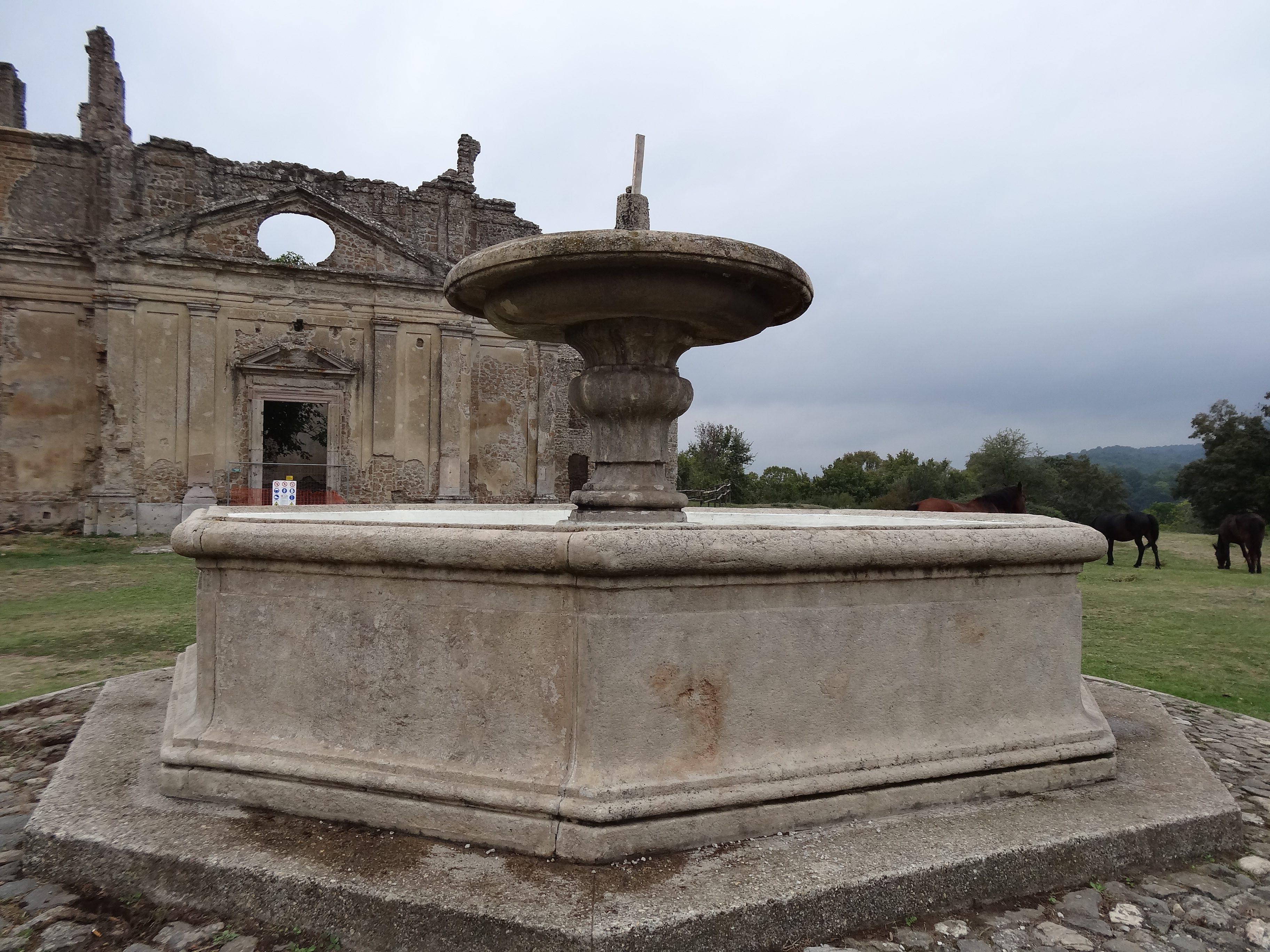
La fontana ottagonale di fronte alla chiesa di San Bonaventura

### Origine del nome
Il territorio di Manziana e di Canale Monterano era consacrato dagli Etruschi al dio dell'oltretomba Manth (in latino Mantus): da questo prendeva il nome la silva Mantiana, grande area boscosa che dominava le colline ad occidente del Lago di Bracciano di cui sopravvive un settore oggi denominato Bosco Macchia Grande, a Sud-Ovest di Manziana; lo stesso abitato di Manziana deriva quasi certamente il nome dalla foresta che lo cingeva; al dio Manth rimanda anche il toponimo di Manturianum/Manturanum, con il quale ormai di norma si identifica il sito di Monterano. Essendo il nome formato dalla radice Mantur- cui è aggiunto il comune suffisso aggettivale -ianum/-anum, derivato presumibilmente dall'associazione con il termine neutro castrum presente nelle fonti altomedievali, se ne può dedurre che il nome etrusco dell'abitato potesse essere Manthuria o Manthura, divenuto castrum Manturianum in età tardo-antica per la presenza di una fortificazione, poi corrotto in Manturanum da cui in italiano Monterano. Un gentilizio derivato dal toponimo, come in altri casi, sembra riscontrabile nell'attestazione di un Larth Manthureie su un dolio rinvenuto a poche decine di chilometri da Monterano. L'associazione tra il bosco ed il dio degli Inferi Manth derivò probabilmente dall'aspetto tetro ed impenetrabile della foresta e dalla presenza diffusa di polle di acqua sulfurea, anticamente considerate un'emanazione del mondo sotterraneo.

### Età antica
La rocca tufacea su cui sorge Monterano fu sede di un villaggio dell'età del bronzo, di cui sono noti materiali archeologici riferibili alla fase del Bronzo finale (secolo XI a.C.). Dal VII secolo a.C. la presenza di un centro etrusco è attestata in primo luogo dal ritrovamento di numerose tombe che occupano i poggi circostanti: Casale Palombara, I Grottini, Franco, Gatta Pelosa (le Pestarole, con resti di tombe a pozzetto), largo della Bandita (con la grotta di Tabacco e il Grottino, tombe a camera del VI secolo a.C.) e Ara del Tufo. Considerata la vicinanza spaziale, l'abitato di Monterano rientrava probabilmente nell'area di influenza politica della città di Cerveteri.
Il territorio cominciò ad entrare sotto il controllo di Roma negli anni successivi alla conquista di Veio (396 a.C.) e al sacco gallico (390 a.C.): nel 383 a.C. la vicina Sutri cadeva definitivamente in mano ai Romani, ma un'occupazione dei centri minori come Monterano non si ebbe fino agli anni centrali del IV secolo, quando si mise fine all'antica amicizia tra Roma e Cerveteri. Nella seconda metà del III secolo il controllo romano sul territorio fu rafforzato dalla realizzazione della via Clodia da Roma a Saturnia, che transitava circa 3 km a est di Monterano, nel luogo in cui sorse il municipio di Forum Clodii, che dovette svolgere un ruolo di centro aggregante per la popolazione dell'area a danno degli abitati limitrofi tra cui Monterano. Tracce di un mausoleo romano a valle dell'abitato e le sepolture ad arcosolio scavate nella parete tufacea testimoniano che Monterano sopravvisse come piccolo borgo per tutta l'età romana. Numerose erano le ville diffuse nelle campagne circostanti.

### Età medievale
Con la caduta dell'Impero romano d'Occidente, e la crisi economica, politica e demografica che ne seguì, Forum Clodii, che era divenuta almeno dal 313 sede vescovile, fu gradualmente abbandonata dalla popolazione in favore di siti meglio difesi, tra cui la vicina Manturanum. Tra il VI e la prima metà del VII secolo la sede vescovile fu trasferita proprio a Monterano: la diocesi comprendente le terre tra il Lago di Bracciano e i monti della Tolfa mutò così il nome da diocesi di Forum Clodii in diocesi di Monterano. Il primo vescovo di cui si ha memoria è Reparato, menzionato nel 649. Dal 590 circa Monterano fu incluso nel Ducato romano sotto amministrazione dell'Impero bizantino. Negli anni intorno al 730 Monterano fu al centro di un goffo tentativo di usurpazione del trono imperiale da parte di un tal Tiberio Petasio, che nel castello del borgo fu ucciso con i suoi sodali dai soldati guidati dall'esarca di Ravenna. Dal 752 Monterano entrò nel Patrimonio di San Pietro, primo nucleo dello Stato Pontificio. La diocesi è documentata fino al X secolo ed in seguito fu annessa a quella di Sutri. Nell'XI secolo il feudo divenne proprietà dell'abbazia di San Paolo in Roma, che dotò il borgo di una torre quadrangolare, le cui strutture furono poi inglobate nel palazzo ducale. L'abitato divenne feudo degli Anguillara nel XIV secolo, quindi ducato in mano a famiglie vicine al Papato che si succedettero nel tempo, tra cui i Colonna (dal 1424). Sisto IV la dette con titolo di contea a Mario Mellini, da cui la riacquistò per concederla al proprio nipote Bartolomeo Giuppo o Giubba naturalizzato Della Rovere il quale il 3 luglio 1487 rivendette Monterano (assieme a Cerveteri) a Franceschetto Cybo.

### Età moderna

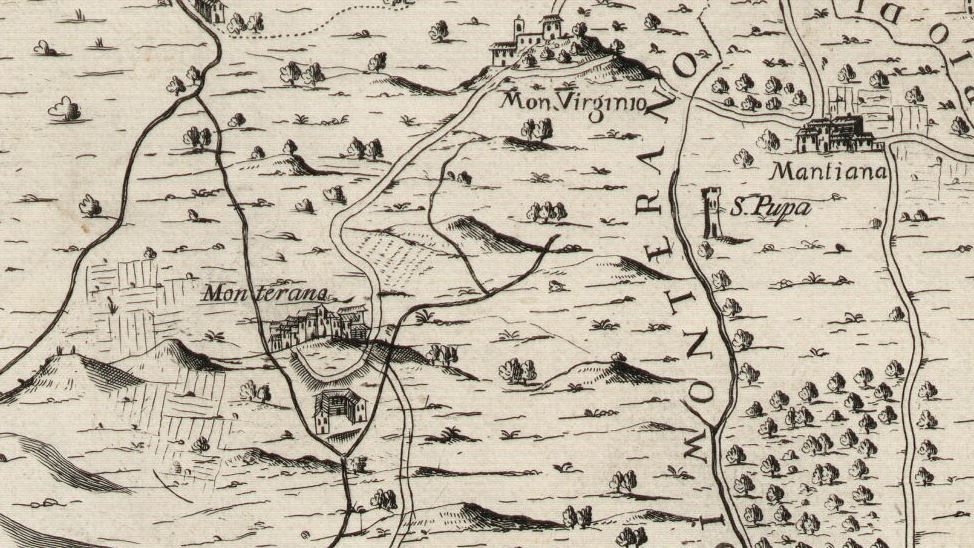
L'abitato di Monterano nella pianta di Cingolani del 1692. Si nota il convento di San Bonaventura in primo piano subito all'esterno del borgo

Nel settembre del 1492 Gentile Virginio Orsini, già proprietario del Castello di Bracciano, acquistò da Franceschetto Cybo il castello di Monterano (assieme ad altri vicini tra cui la rocca di Anguillara) e i suoi terreni e l'anno successivo li concesse al figlio Carlo. Al tempo degli Orsini Monterano era particolarmente rinomata per la peculiare produzione vinicola:
Si porta all'alma Roma per terra da un castello così chiamato, distante da Roma una grande e grossa giornata. Questo è un castello antico di casa Orsina et vi è una grandissima selva domandata La Mantiana. Questo vino è tanto buono, che a volere narrare la sua propria bontà et scrivere assai, sarei troppo lungo et non potrei tanto scriverne et laudarlo, quanto più merita essere laudato. Tale vino credo certo, secondo il mio giudizio et la mia esperienza, non habbi pari bevanda in tutta Italia. [...] Di tali vini molti Prelati voriiano bere, ma per essere il luogo picciolo, vi si fa poco vino, onde bisogna che habbino pazienza.»
(Sante Lancerio, Lettera al cardinale Guido Ascanio Sforza, 1549)
Nell'ottobre del 1671 il feudo entrò nelle proprietà della famiglia Altieri grazie all'acquisto da parte di papa Clemente X (al secolo Emilio Altieri): non avendo gli Altieri alcun erede diretto di sesso maschile, ad eccezione del papa, fu da questi stabilito che gli esponenti della famiglia dei Paluzzi Albertoni, più volte nel passato imparentatisi con gli Altieri, acquisissero il cognome della sua famiglia, assieme allo stemma e ai titoli nobiliari. Gaspare Paluzzi Albertoni, divenuto ora Gaspare Altieri, fu quindi insignito, tra gli altri, del titolo di Duca di Monterano. Dopo aver acquisito il possesso del feudo gli Altieri intrapresero lavori volti al suo abbellimento e al miglioramento delle condizioni di vita dei suoi abitanti: gli anni immediatamente successivi al 1671 videro la realizzazione del maestoso acquedotto a due ordini di arcate nel tratto terminale e l'edificazione della chiesa di San Bonaventura, con annesso convento, sorta sulla parte inferiore del pianoro sommitale su cui insisteva il piccolo borgo. A Gaspare Altieri seguì nel 1720 il figlio Emilio e alla morte di questi, nel 1721, suo fratello Girolamo Antonio Altieri fino al 1762, quando il titolo passò al primogenito Emilio Carlo Altieri.
Durante il XVIII secolo gli Altieri trascurarono il feudo di Monterano, sfruttato principalmente per l'estrazione dello zolfo dalle sottostanti miniere, favorendo un graduale spopolamento del borgo, forse flagellato anche dalla malaria. Nel febbraio del 1798 le truppe francesi entrarono a Roma, mettendo provvisoriamente fine al potere temporale del papa e instaurando la Repubblica romana, che mantennero in piedi mediante l'occupazione militare del territorio fino al settembre del 1799. Come si legge da più parti, la lite tra gli abitanti di Monterano e quelli di Tolfa circa un carico di grano fu usata a pretesto dalle truppe francesi per attaccare e saccheggiare il paese; in realtà, come è stato pure notato, il saccheggio e l'incendio di Monterano si pongono in un più ampio quadro di sollevazioni popolari delle comunità rurali ostili al nuovo ordine instaurato dalle milizie rivoluzionarie francesi, che portò anche all'incendio e al saccheggio della stessa Tolfa e di Allumiere nel marzo del 1799. Gli abitanti rimasti furono quindi spinti ad abbandonare il sito già in parziale rovina e a rifugiarsi nei centri vicini e in particolare nell'adiacente sito di Canale, dove nel tempo si sviluppò l'abitato di Canale Monterano.
Come detto l'importanza di Monterano nel '700 era legata allo sfruttamento delle miniere di zolfo intorno all'abitato; il cuore della produzione era presso la solfatara a sud della collina, ove scorre il Fosso del Bicione, attorno al quale sono state individuate 4 gallerie estrattive (Grotta del Taglio, Grotta del Pozzo, Grottavecchia e Grotta del Fuoco). La produzione dello zolfo, utilizzato per la disinfestazione delle viti e in varie attività industriali, continuò anche dopo l'abbandono del borgo, ma si arrestò poco dopo l'unità d'Italia.
Dal 1966 Monterano è una sede vescovile titolare della Chiesa cattolica, con il doppio titolo di Monterano/Forum Clodii. Una campagna di restauri è stata promossa dal comune di Canale Monterano a partire dal 1995.

## Monumenti e luoghi d'interesse

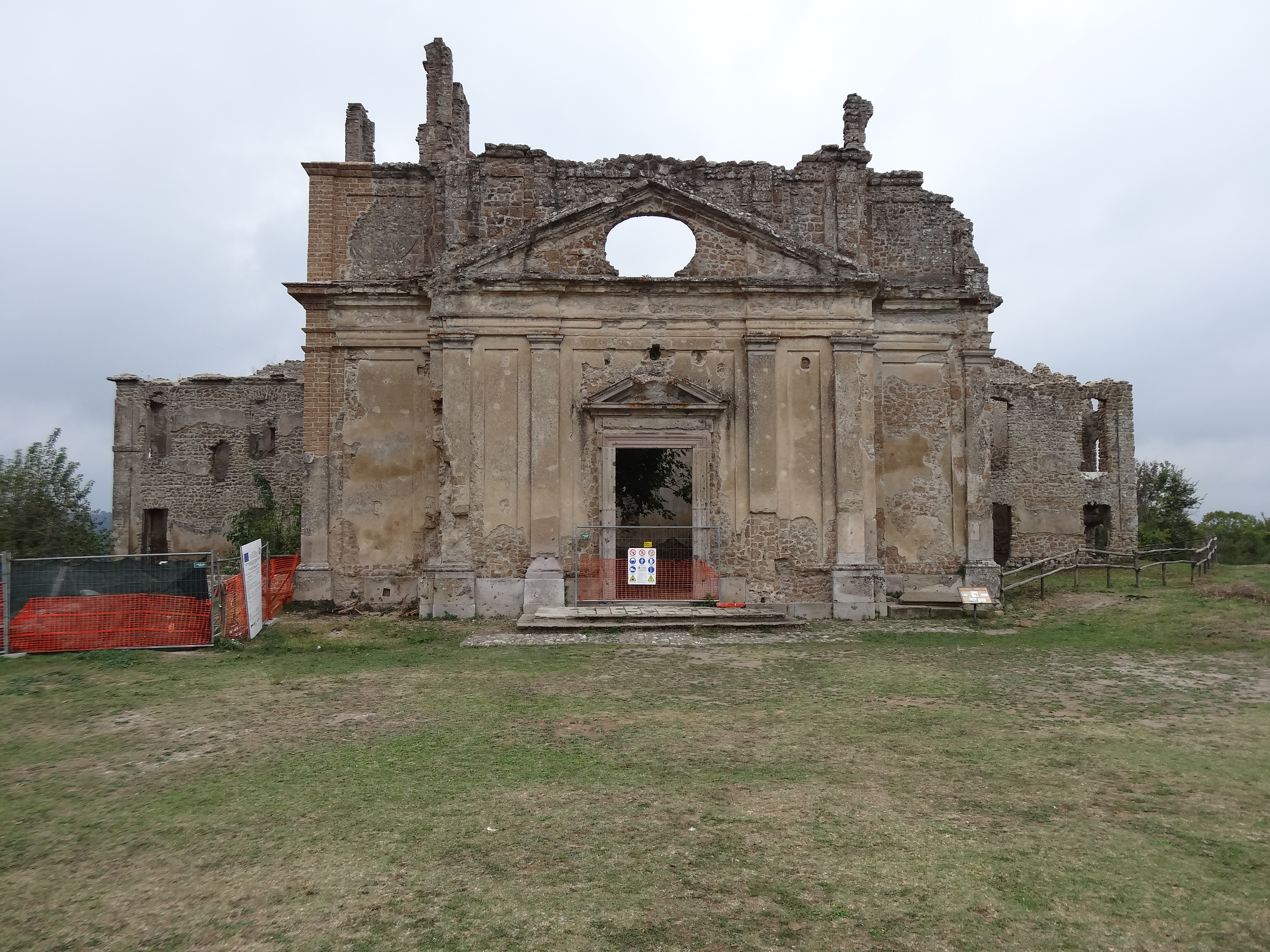
La chiesa di San Bonaventura

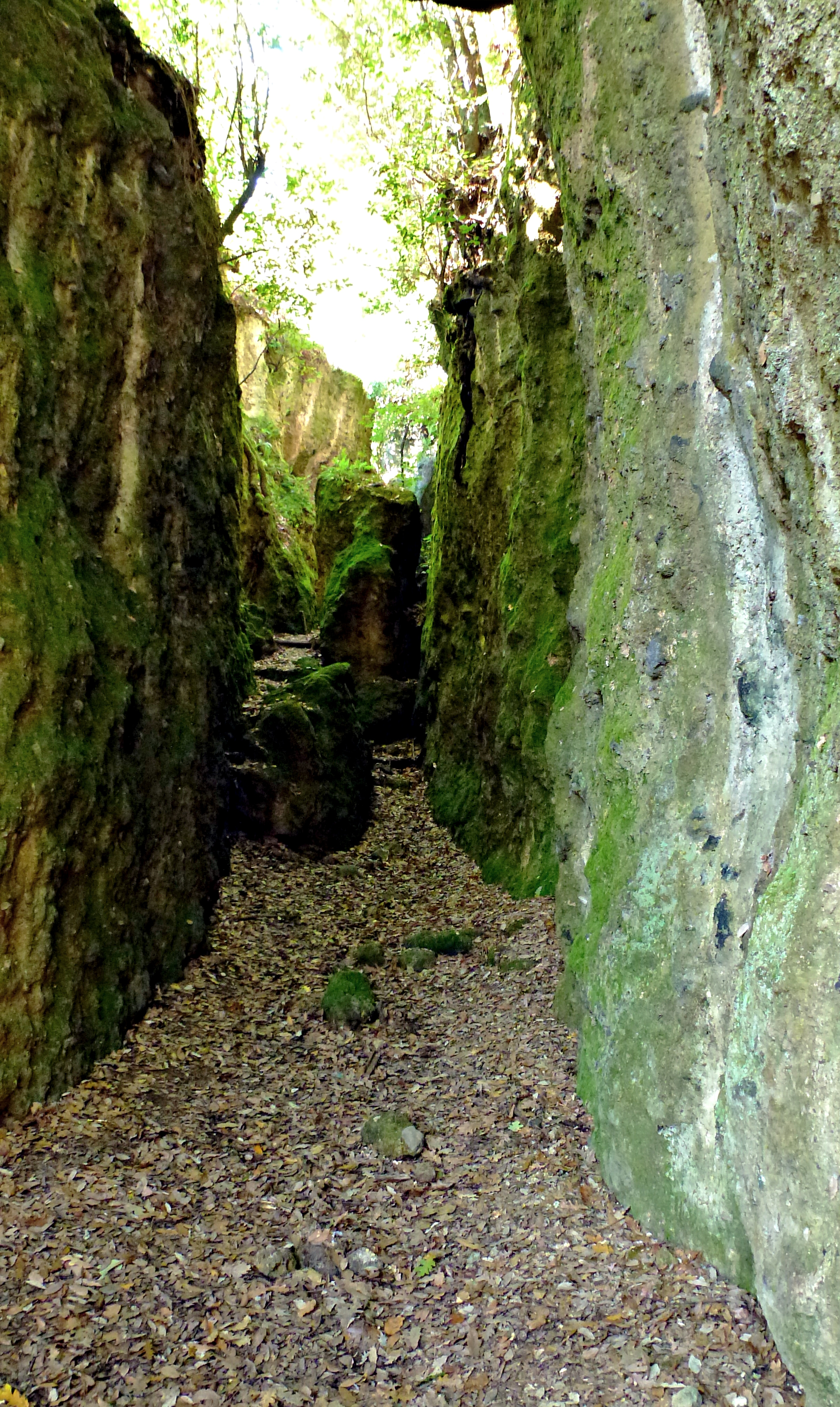
La tagliata etrusca per Caere detta Il Cavone

Dal 1799 gli edifici di Monterano giacciono in uno stato di rovina che conferisce al luogo un grande fascino.
- L'acquedotto, recentemente restaurato dalla Provincia di Roma, attraversava le colline ad est del borgo con un canale sotterraneo che emergeva in superficie nel tratto finale, valicando la valletta ai piedi del palazzo ducale con un'imponente struttura a doppie arcate ancora in ottimo stato di conservazione[8].
- Il circuito murario. Ad est era la porta Romana, oggi poco visibile, che costituiva la via più rapida per entrare nell'abitato per chi proveniva dalla via Clodia e dunque da Roma; era protetta dalla mole del castello. A sud si apre la porta Gradella o Cretella ancora in buono stato di conservazione; da essa prende il via una strada pedonale lastricata con basoli romani probabilmente di spoglio utilizzata come via di comunicazione verso il fosso del Bicione e le miniere di zolfo. La porta di San Bonaventura ad ovest metteva in comunicazione l'abitato con il convento omonimo sito sul pianoro, subito all'esterno delle mura, ed era usata come porta principale del borgo, raggiungibile dalle due strade che cingevano a ferro di cavallo la rocca.
- La cattedrale di Santa Maria Assunta, sembra fondata nel XII secolo in sostituzione della più antica omonima cattedrale, posta nel sito poi occupato dal castello. Sopravvive il grande campanile.
- Il palazzo ducale o castello Orsini-Altieri è l'edificio più imponente del borgo, eretto in posizione dominante nella parte settentrionale dell'abitato. Nel sito del palazzo le recenti indagini ed analisi architettoniche hanno supposto la presenza dell'originaria Cattedrale di Santa Maria Assunta (un'aula di 18x12 m) con murature e arredi risalenti all'età carolingia. Nel XII secolo fu realizzata un'alta torre in muratura a pianta quadrangolare con funzione difensiva. Nel XIII secolo a questa struttura si saldò un recinto, probabilmente la prima rocca del sito. Alla fine del Quattrocento la cortina muraria fu rifatta e furono aggiunte delle belle torri cilindriche, che si devono presumibilmente alle ristrutturazioni avviate dalla famiglia Orsini (notevole la somiglianza con quelle nel castello di Bracciano, degli stessi proprietari)[9]. Nel 1672 furono avviati i lavori per la trasformazione del castello rinascimentale in una dimora signorile, affidati inizialmente a Carlo Fontana. Nel 1679, per volere del principe Altieri, Gian Lorenzo Bernini riprogettò la Fortezza Monteranese, trasformandola in un palazzo ducale, decorando la parete esterna su Piazza Lunga con una fontana, sulla quale domina la statua di un leone che con le zampe percuote la roccia facendo zampillare l'acqua, da cui il nome di Fontana del Leone[10]. Bernini modificò anche la facciata principale del palazzo raccordando con un loggiato a sei arcate (imitante una rovina medievale) le due torri preesistenti, quadrata e medievale quella di sinistra (il mastio del castello, del XII secolo), circolare e quattrocentesca quella di destra (probabilmente pertinente alla ristrutturazione avviata dagli Orsini). Una rappresentazione del palazzo è in un dipinto del 1781 di G. Barbieri nel palazzo Altieri di Oriolo.
- La chiesa di San Rocco, affacciata su piazza Lunga e adiacente al palazzo ducale, risale verosimilmente al XV secolo. L'interno a navata unica conserva l'abside con l'altare. Ai fianchi della navata si aprono due piccole cappelle.
- La chiesa di San Bonaventura con l'annesso convento furono costruiti tra il 1677 ed il 1679 su impulso della famiglia Altieri e affidati inizialmente agli Agostiniani Scalzi, poi a preti secolari e dal 1719 agli eremiti servi di Maria di Monte Senario. L'elegante architettura fu progettata da Gian Lorenzo Bernini e innalzata al di fuori del borgo, in asse con la porta di San Bonaventura. La chiesa è a navata unica con due cappelle laterali, con cupola estradossata (non conservata) munita di lanterna. La facciata era inquadrata da due campanili. Alle spalle si apriva un grande chiostro a tre lati su cui affacciavano le celle del convento, opera di Mattia de Rossi su progetto del Bernini. Nello spazio antistante la facciata il piazzale è abbellito da una fontana ottagonale[11]. Una rappresentazione della chiesa è in un dipinto del 1781 di G. Barbieri nel palazzo Altieri di Oriolo Romano[12].
- Il cavone è una tagliata viaria etrusca scavata a mezzacosta lungo le pendici meridionali della collina, attualmente non percorribile a causa della caduta di massi dall'alto; la larghezza ridotta permetteva il solo transito di pedoni. Il sentiero che la attraversa proviene dalla Porta Gradella e scende fino alla valle sottostante solcata dal Fosso del Bicione.

## Duchi di Monterano della famiglia Altieri
1. Gaspare Paluzzi Albertoni, divenuto contestualmente Gaspare Altieri (1671-1720)
2. Emilio Altieri (1720-1721)
3. Girolamo Antonio Altieri (1721-1762)
4. Emilio Carlo Altieri (1762-1801)

## Set cinematografico
Monterano è stato set di quasi un centinaio di film a partire dagli anni cinquanta, e ancora oggi arrivano le richieste d'uso, che vengono vagliate dall'ente gestore della Riserva.

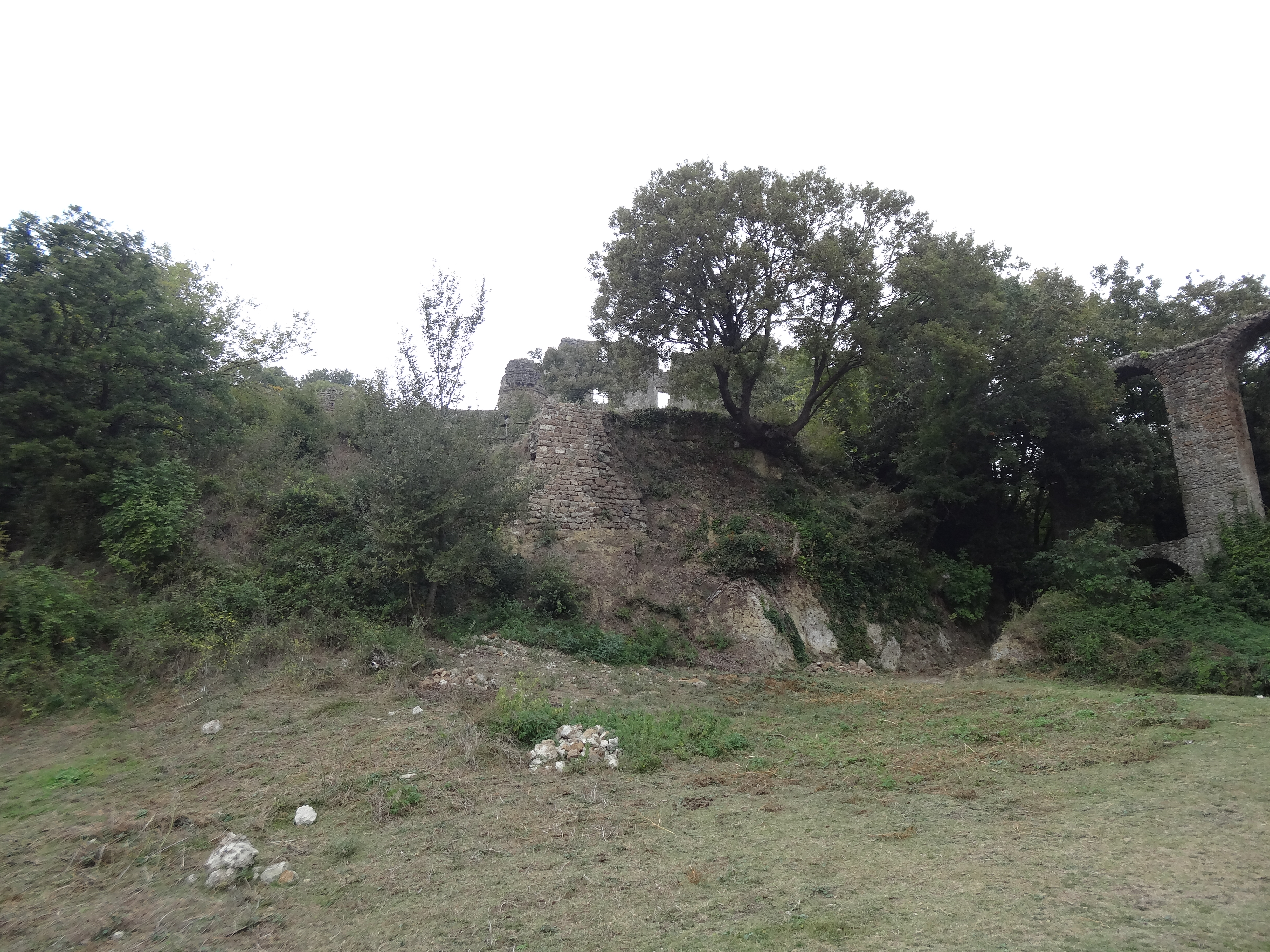
L'esterno del borgo visto dal sentiero

- Guardie e ladri (1951), di Mario Monicelli e Steno
- Ben-Hur (1959)
- La cintura di castità (1967), di Pasquale Festa Campanile
- Brancaleone alle crociate (1970), di Mario Monicelli
- Il marchese del Grillo (1981) di Mario Monicelli
- Dèmoni (1985) di Lamberto Bava
- Ladyhawke (1985) di Richard Donner
- La visione del sabba (1988) di Marco Bellocchio
- I misteri della città eterna (Mad Production, Luglio 2005)
- Il figlio (cortometraggio a cura del Centro sperimentale di cinematografia, luglio 2005)
- Arrivederci amore, ciao (Studio Urania dicembre 2005),
- La freccia nera (miniserie televisiva 2006) (Tevere film, gennaio 2006)
- Joe Petrosino (Clemi cinematografica, marzo 2006)
- Blueray (programma pilota di divulgazione scientifica-CICAP Italia, maggio 2006)
- Sulle ali della pace (Ass.ne culturale la tribù dell'arte, giugno 2006)
- Le tre rose di Eva 3 (RTI 2014).
- Epilogo di Cony Ray (short film, genere drammatico), una produzione indipendente (Italia, 2016)
- Puoi baciare lo sposo (2018)
- Luna nera (2020)
- Il Monaco che vinse l'Apocalisse (2023) di Jordan River

## Galleria d'immagini

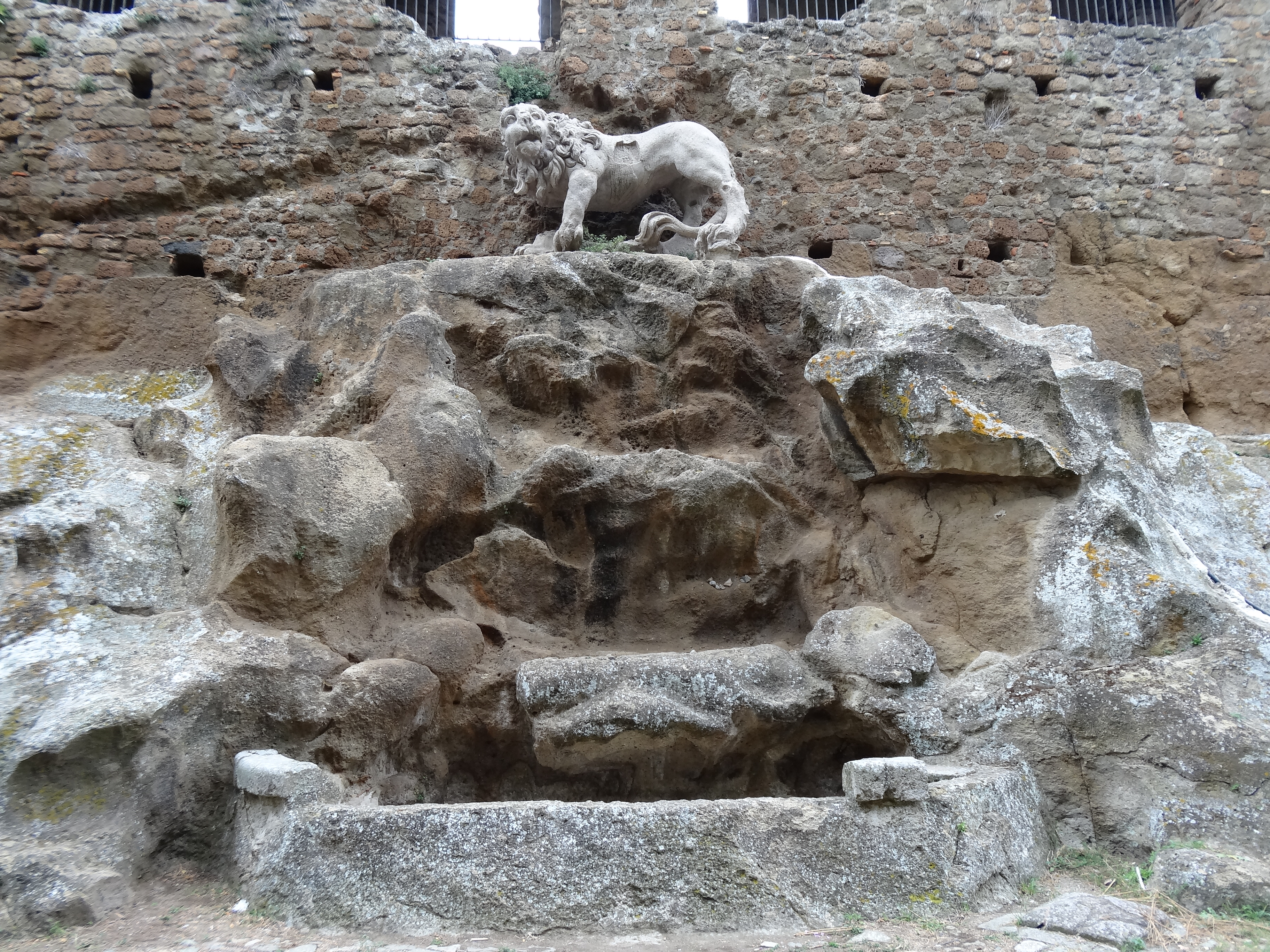
Fontana del Leone di Gian Lorenzo Bernini
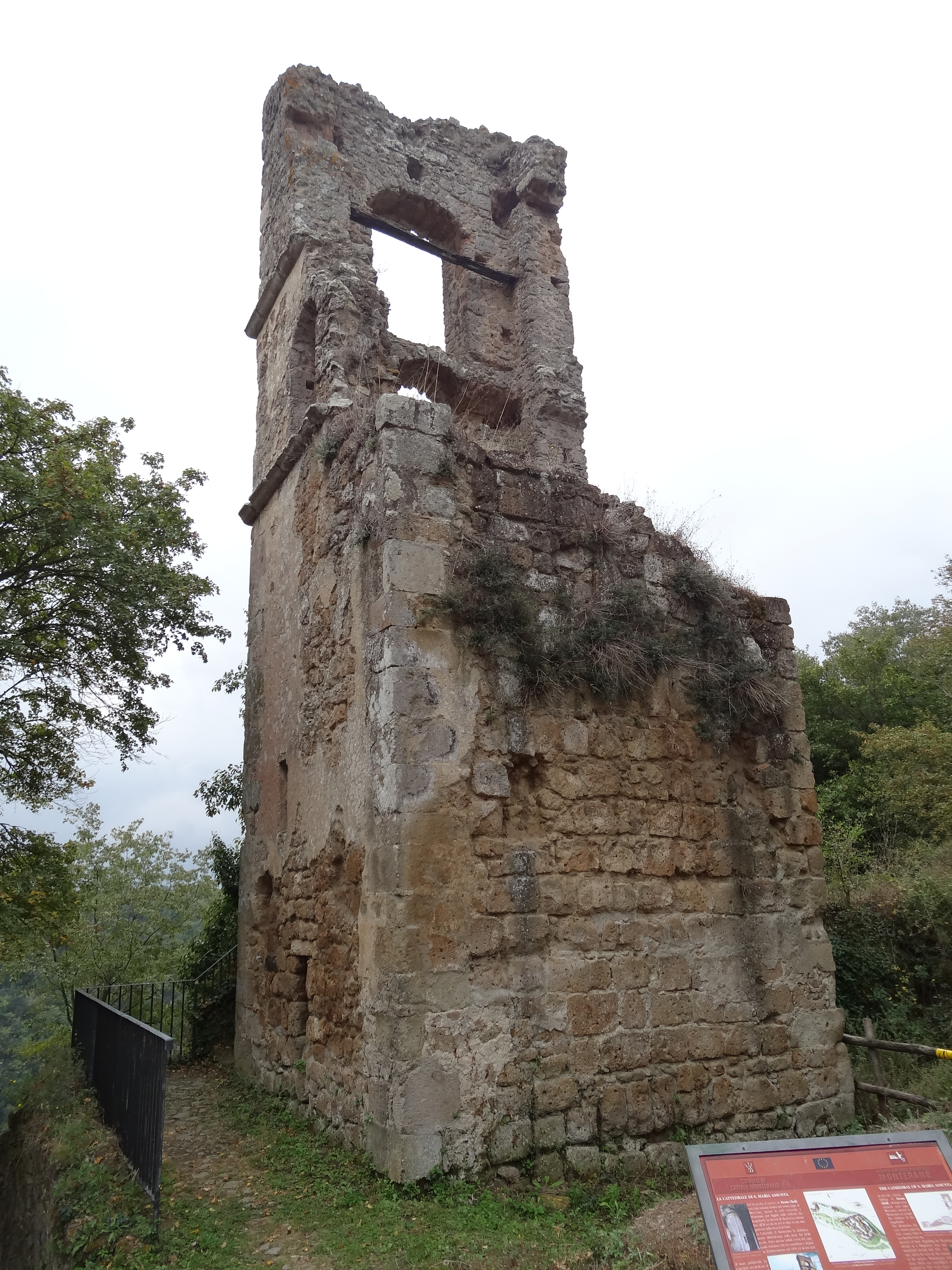
Resti del campanile della chiesa di S.Maria Assunta
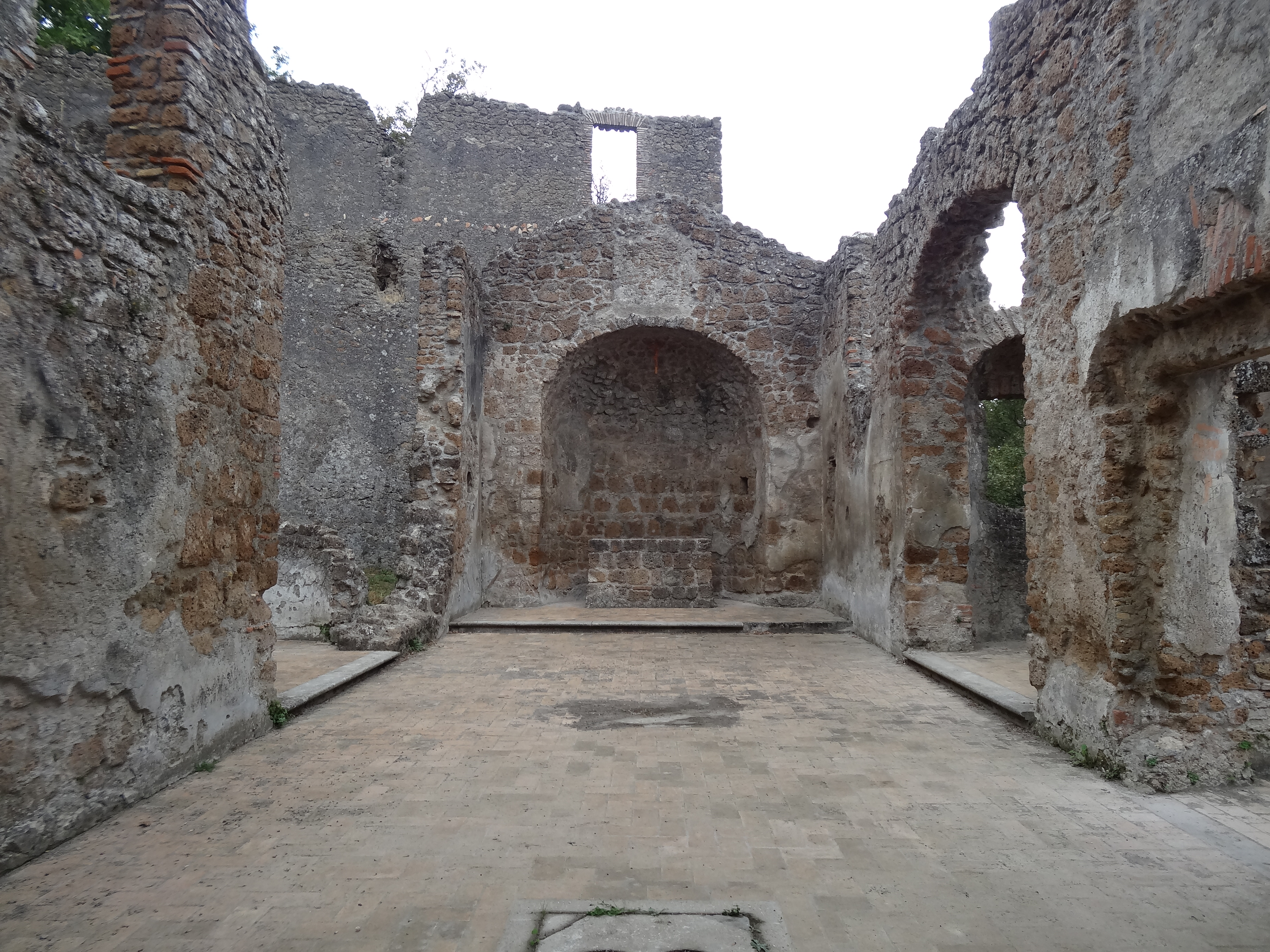
Chiesa di S.Rocco
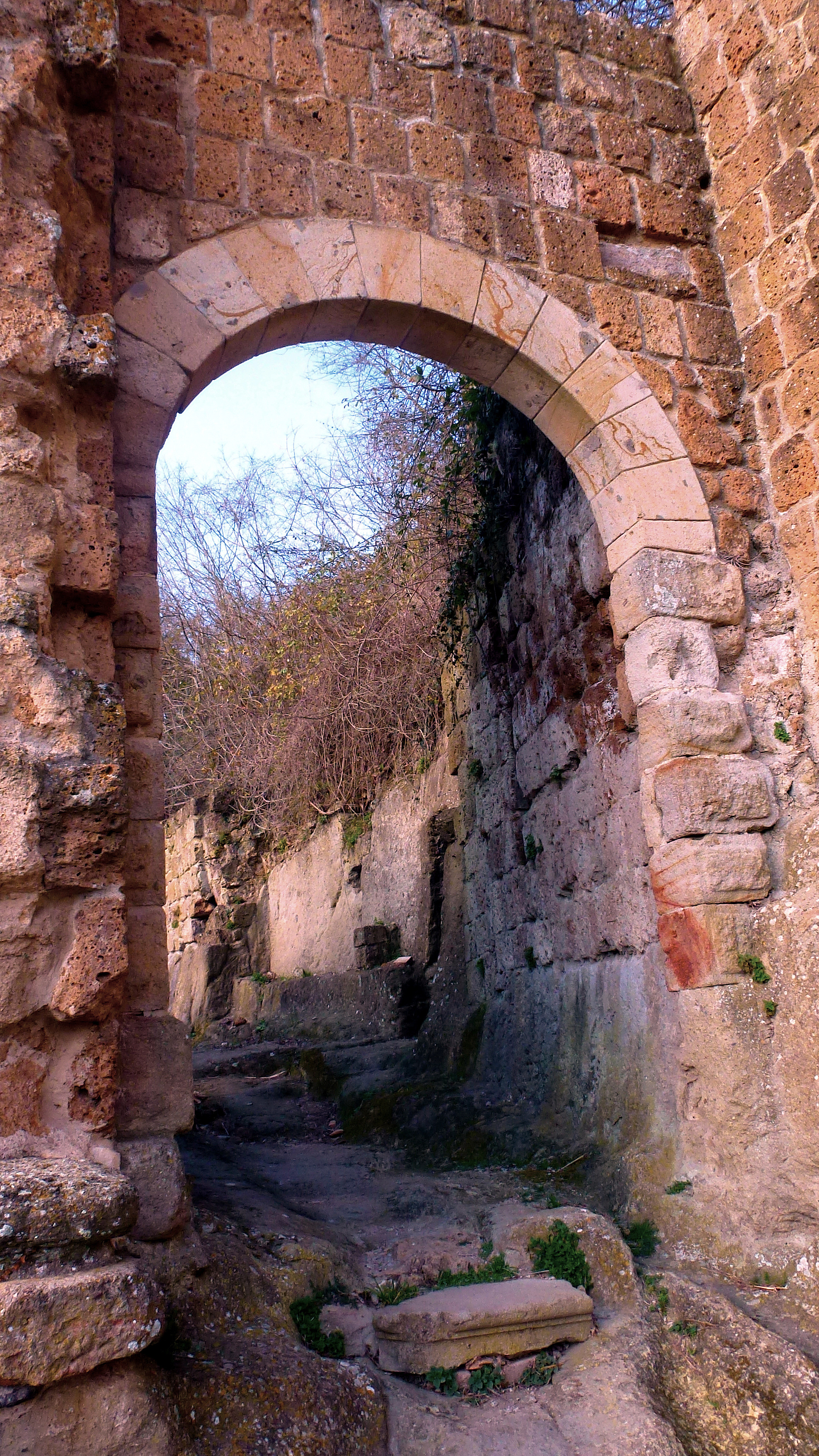
Porta Cretella
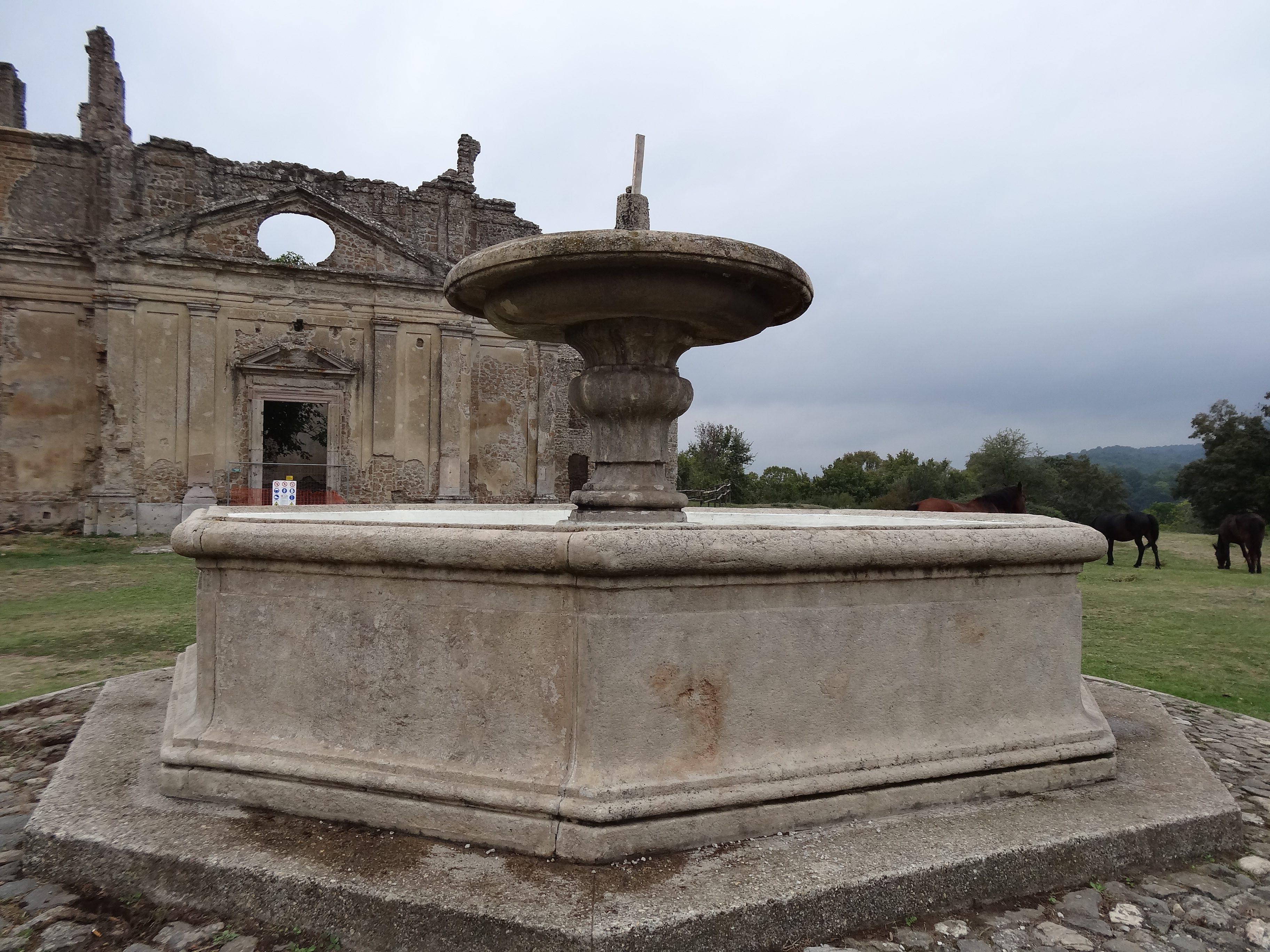
Fontana ottagonale e il convento di S.Bonaventura
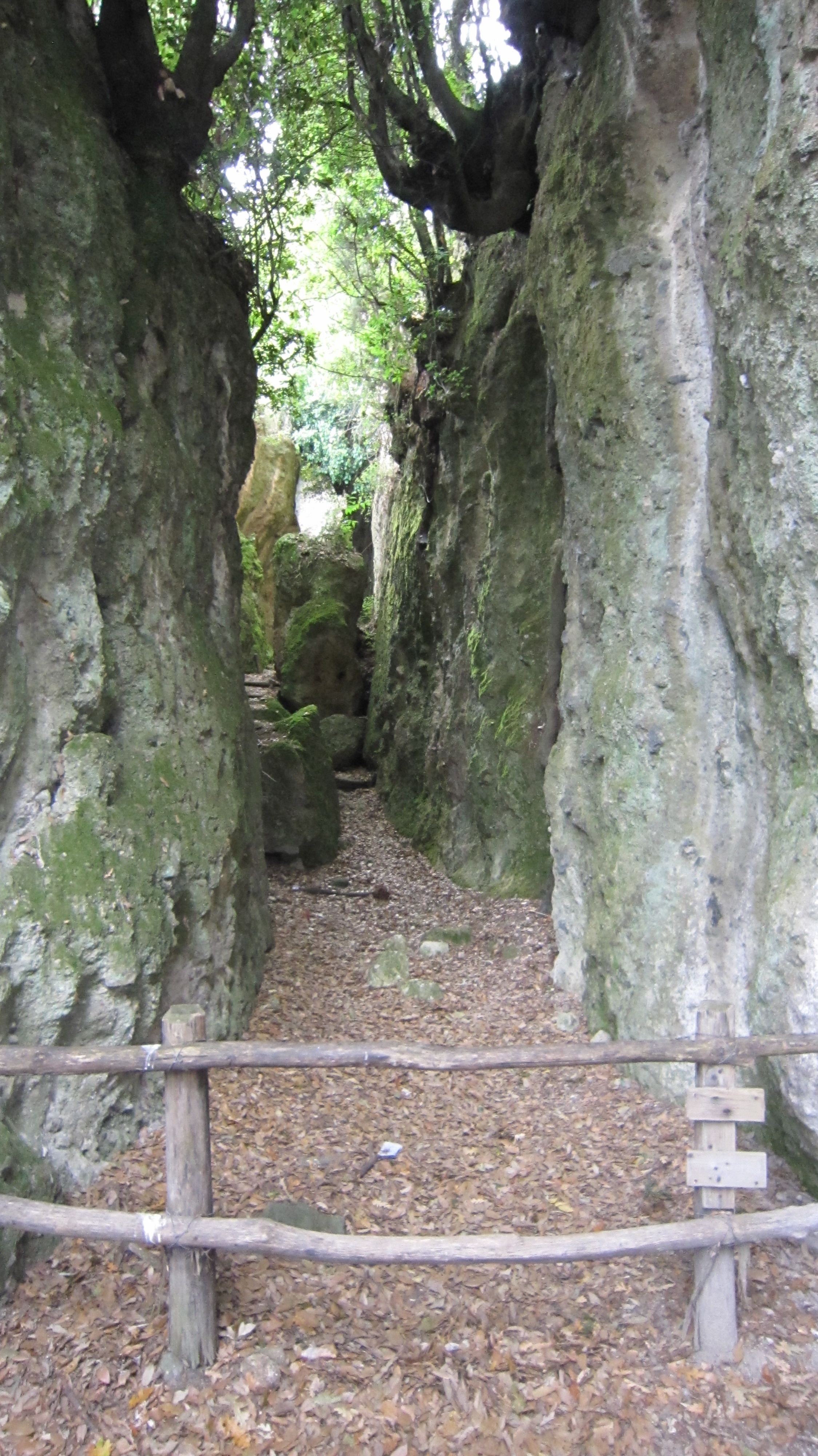
Tagliata etrusca del Cavone
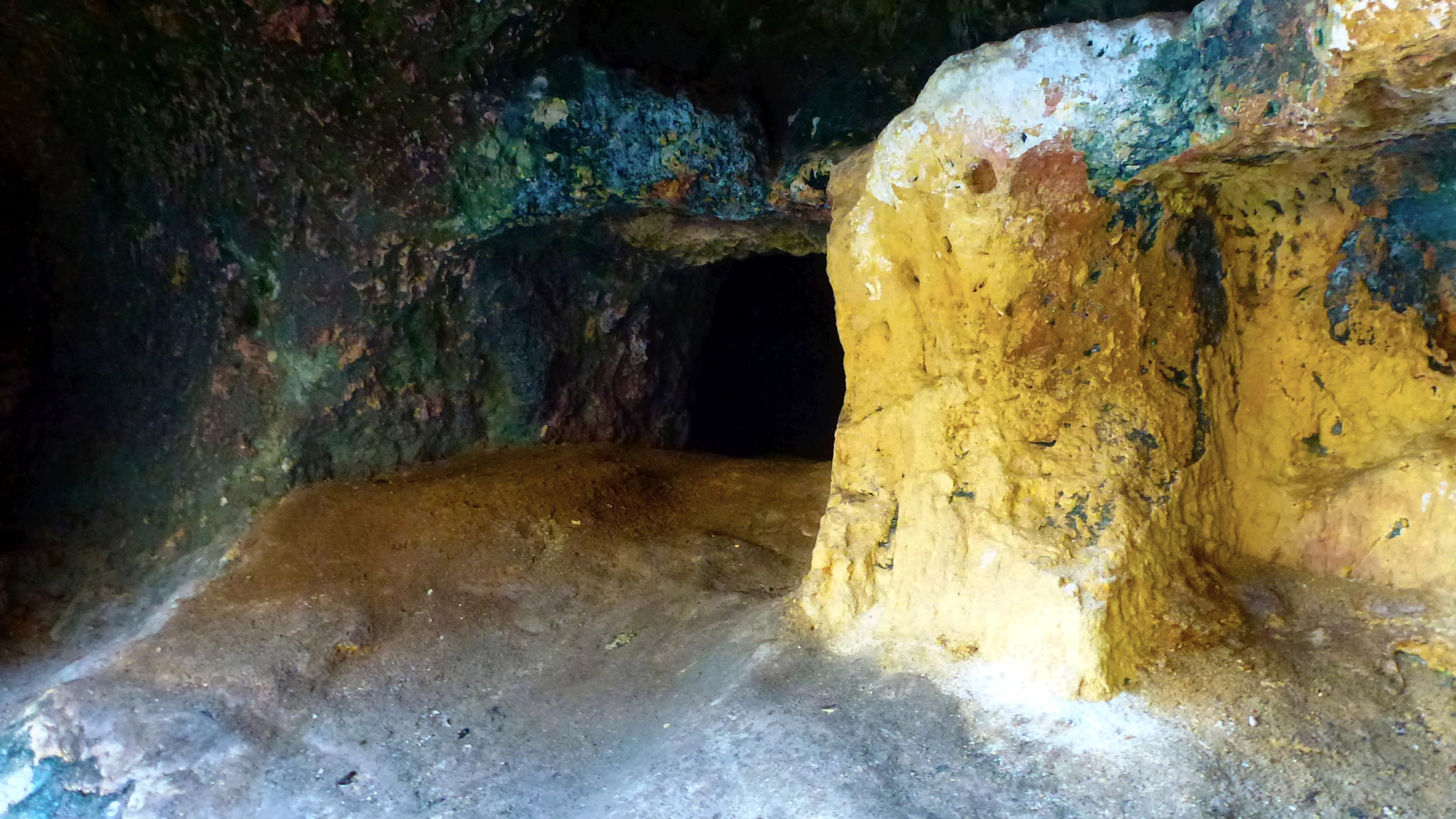
Miniera di zolfo
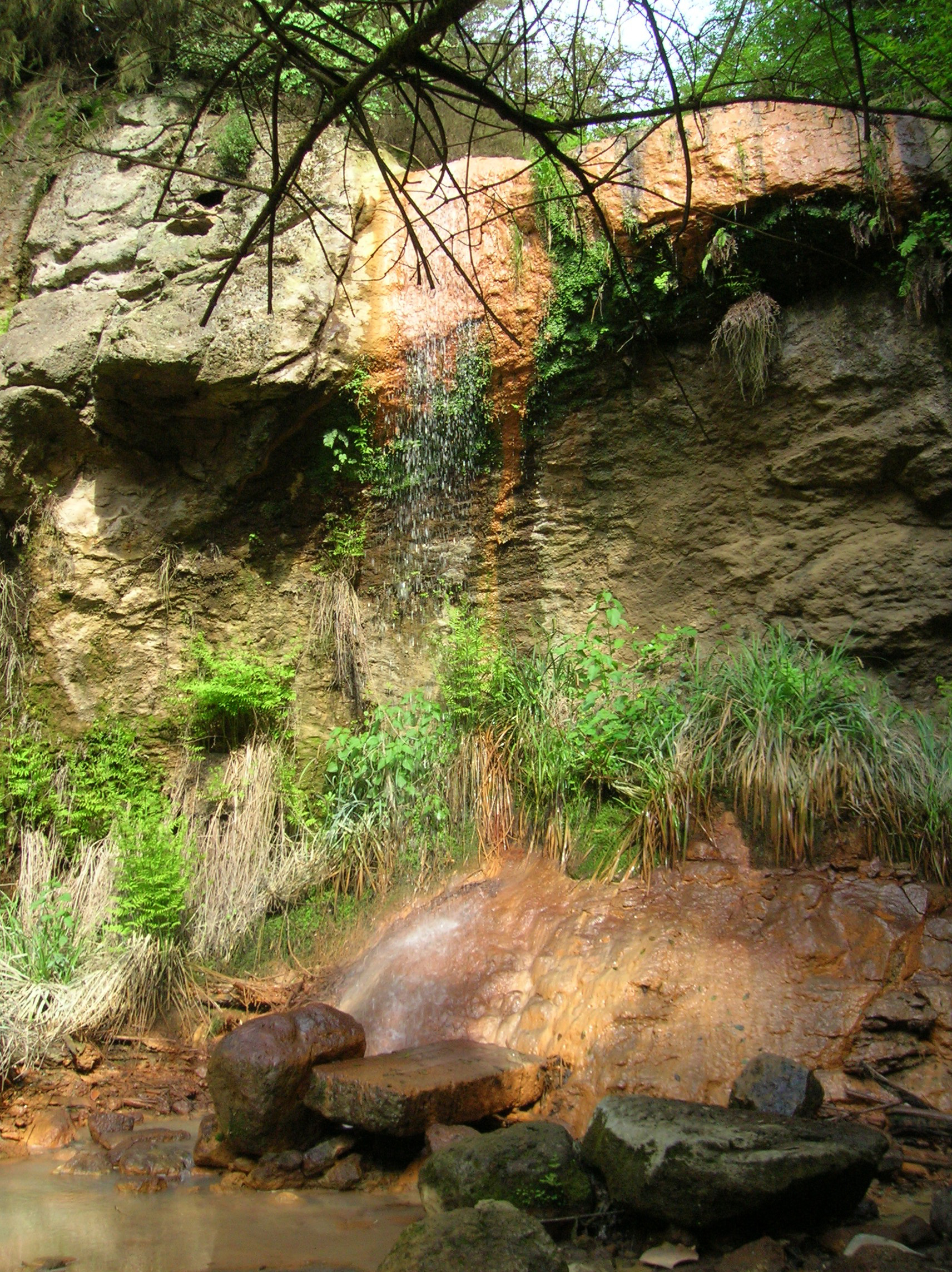
Cascata di Diosilla